# Saint-Nicolas-de-la-Grave
 Saint-Nicolas-de-la-Grave  es una comuna y población de Francia, en la región de Mediodía-Pirineos, departamento de Tarn y Garona, en el distrito de Castelsarrasin. Es cabecera y mayor población del cantón homónimo.
Su población en el censo de 1999 era de 2009 habitantes.
Está integrada en la Communauté de communes Sère-Garonne-Gimone.

## Demografía
| 1560 | 1711 | 1722 | 1705 | 2024 | 2009 |
| Para los censos de 1962 a 1999 la población legal corresponde a la población sin duplicidades (Fuente: INSEE [Consultar]) |      |      |      |      |      |